# Atletica leggera ai Giochi della XXV Olimpiade - 10000 metri piani femminili

Video della Finale (gara completa)

I 10000 metri piani hanno fatto parte del programma femminile di atletica leggera ai Giochi della XXV Olimpiade. La competizione si è svolta nei giorni 1 e 7 agosto 1992 allo Stadio del Montjuic di Barcellona.

## Presenze ed assenze delle campionesse in carica
| Competizione         | Atleta         | Prestazione | Barcellona 1992 |
| -------------------- | -------------- | ----------- | --------------- |
| Olimpiadi 1988       | O. Bondarenko  | 31'05"21    | Presente        |
| Commonwealth 1990    | Liz McColgan   | 32'23"56    | Presente        |
| Goodwill Games 1990  | Wanda Panfil   | 32'01"17    | Assente         |
| Europei 1990         | Elena Romanova | 31'46"83    | Solo 3000 m     |
| Asiatici 1990        | Zhong Huandi   | 31'50"98    | Presente        |
| Africani 1991        | Derartu Tulu   | 33'40"37    | Presente        |
| Mondiali 1991        | Liz McColgan   | 31'14"31    | Presente        |
|                      |                |             |                 |
| Mondiali junior 1988 | Jane Ngotho    | 33'49"45    | Non qual.       |

1. ↑  Sotto la bandiera della Gran Bretagna.

## La gara
Il turno eliminatorio fa due vittime illustri: Olga Bondarenko e Kathrin Ullrich.

La finale non si corre a un passo di carica; dopo 15 giri (6000 metri) la sudafricana Elana Meyer prende il comando e decide di aumentare il ritmo. Percorre tutto il resto della distanza con l'etiope Derartu Tulu incollata alle caviglie. Le fa spazio più volte per avere il cambio ma la Tulu fa finta di non vedere. A 400 metri dalla fine, invece, la Tulu vede benissimo il traguardo e lancia una lunga volata che lascia la Meyer a una decina di metri di distacco.

Giunge al quinto posto la campionessa mondiale in carica, Liz McColgan.
Il Sudafrica è appena stato riammesso nella famiglia olimpica. Quella di Elana Meyer è la prima medaglia del Paese dal 1960.

## Risultati

### Turni eliminatori
| 2 Batterie | 1º agosto | 50 partenti    | Si qualificano le prime 8 + i 4 migliori tempi. |
| Finale     | 7 agosto  | 20 concorrenti |                                                 |

### Finale
| Primatista mondiale   | 30'13"74 (1986) | I. Kristiansen | Ritir. 1991   |
| Primatista stagionale | 31'11"72        | Lisa Martin    | Solo maratona |

| Pos | Paese                               | Atleta        | Tempo    |
| --- | ----------------------------------- | ------------- | -------- |
|     | Governo di transizione dell'Etiopia | Derartu Tulu  | 31'06"02 |
|     | Sudafrica                           | Elana Meyer   | 31'11"75 |
|     | Stati Uniti                         | Lynn Jennings | 31'19"80 |